# Oligosoma grande
Oligosoma grande — вид сцинкоподібних ящірок родини сцинкових (Scincidae). Ендемік Нової Зеландії.

## Поширення і екологія
Ophiomorus grande мешкають у субальпійських районах Центрального Отаго на півдні Південного острова. Вони живуть серед скельних відслонень, оточених субальпійськими луками, на висоті від 200 до 1000 м над рівнем моря. Всеїдні, живляться комахами і плодами.

## Збереження
МСОП класифікує цей вид як такий, що перебуває під загрозою зникнення. Oligosoma grande загрожує хижацтво з боку інтродукованих тварин.